# Danique
Danique is een van oorsprong Franse meisjesnaam. De naam is afgeleid van de jongensnaam Daniël.
In het Hebreeuws betekent dit "mijn rechter is God". 
Een variant van de naam is Daniek.